# Zgorzelisko (Wrocław)
Zgorzelisko – osiedle Wrocławia na terenie byłej dzielnicy Psie Pole, we wschodniej części miasta, nad rzeką Widawą. Obecnie administracyjnie zaliczane do osiedla Psie Pole-Zawidawie. Osiedle od wschodu graniczy z gminą Długołęka, od południa przez Widawę z Kowalami, od zachodu i północy z Psim Polem
Wieś pierwszy raz wzmiankowana w dokumencie z 1466 r. pod nazwą Garlitz (od 1736 r. używana nazwa Görlitz) jako własność prywatna. 
W 1785 mieścił się tu dwór z folwarkiem oraz 206 mieszkańców. W 1945, oprócz dworu z parkiem i folwarku, znajdowało się tu 40 domów, wiatrak, gorzelnia i dwie gospody; zamieszkiwały tu 264 osoby. 
Po wojnie Görlitz przemianowano na Gorlice, dwór przebudowano na szkołę w 1965 r. W latach 1945–1951 Gorlice administracyjnie wchodziły w skład Gminy Zakrzów w Powiecie oleśnickim. W 1951 jako Zgorzelisko przyłączono do Wrocławia.
W osiedlu znajdują się zabudowania wiejskie z przełomu XIX i XX wieku, pewna liczba domów podmiejskich z lat 20. i lat 30. XX wieku oraz miejskie budynki z lat 70., a także pewna liczba gospodarstw ogrodniczych.
Na początku XXI wieku nastąpił gwałtowny rozwój osiedla, wielu deweloperów zaczęło budować tutaj nowe budynki.